# Клаигай
Клаигай (устар. Кла-Игай) — река в Томской области России. Устье реки находится в 101 км по левому берегу реки Нюролька. Длина реки составляет 20 км.

## Данные водного реестра
По данным государственного водного реестра России относится к Верхнеобскому бассейновому округу, водохозяйственный участок реки — Васюган, речной подбассейн реки — Васюган. Речной бассейн реки — (Верхняя) Обь до впадения Иртыша.